# Uczeń Alvin
Uczeń Alvin (tyt. oryg. Prentice Alvin) – powieść fantasy amerykańskiego pisarza Orsona Scotta Carda z 1989 roku. Jest to trzecia część cyklu Opowieści o Alvinie Stwórcy. W Polsce książka wydana została nakładem wydawnictwa Prószyński i S-ka.
Uczeń Alvin zdobył w 1990 nagrodę Locusa za najlepszą powieść fantasy oraz był nominowany do Hugo i Nebuli.